# Luchapt
Luchapt é uma comuna francesa na região administrativa da Nova Aquitânia, no departamento de Vienne. Estende-se por uma área de 26,39 km². Em 2010 a comuna tinha 253 habitantes (densidade: 9,6 hab./km²).